# Cyornis hainanus
El papamoscas de Hainan (Cyornis hainanus) es una especie de ave paseriforme de la familia Muscicapidae propia del sudeste asiático. 

## Distribución y hábitat
Se extiende por Indochina hasta el sur de China, incluida la isla de Hainan, el norte de la península malaya y Birmania. Su hábitat natural son los bosques húmedos tropicales.